# Neolophonotus porcellus
Neolophonotus porcellus là một loài ruồi trong họ Asilidae. Neolophonotus porcellus được Speiser miêu tả năm 1910. Loài này phân bố ở vùng nhiệt đới châu Phi.